# Alberto Breccia Guzzo
Alberto Raúl Breccia Guzzo (Montevideo, 3 de julio de 1946 - Roma, 1 de diciembre de 2014) fue un abogado y político uruguayo perteneciente al Frente Amplio.

## Trayectoria
Breccia egresó de la Facultad de Derecho de la Universidad de la República, el 8 de septiembre de 1980.
Su militancia política comenzó con actuaciones en el Centro de Estudiantes de Derecho. Fue detenido y procesado por la Justicia Militar en 1972. Permaneció detenido en el Batallón 5º de Artillería y posteriormente en el Penal de Libertad, hasta 1975, año en que recupera su libertad.
Es en 1983 cuando retoma sus actividades políticas, afiliándose al Frente Amplio, militando para el sector del Movimiento de Participación Popular.
En 2004 resultó elegido Senador de la República, por el período 2005-2010, período en el cual fue vicepresidente de la Comisión de Educación y Cultura del Parlamento uruguayo, miembro de la Comisión de Constitución y Legislación de la Cámara de Senadores.
El 4 de junio de 2008 fue designado por el presidente Tabaré Vázquez para ocupar el cargo de Director de la Unidad Reguladora de los Servicios de Comunicaciones (URSEC).
El 4 de noviembre del mismo año fue designado por el mandatario como Embajador de Uruguay ante la República de Italia, cargo en el que se mantuvo hasta 2010.
En marzo de 2010, el presidente José Mujica, quien lo considera hombre de su más estrecha confianza, lo designa como Secretario de la Presidencia de la República.
En octubre de 2012, a consecuencia de la aparición de cáncer intestinal, Breccia debe presentar la renuncia a su cargo de Secretario de la Presidencia de la República, siendo sustituido por Homero Guerrero. Mujica le agradeció su gestión y lo distinguió como "un compañero entrañable y de gran confianza".
En el año 2013 fue designado como embajador en Italia.
Era hermano de la periodista Sonia Breccia.